# Тетрасульфид трицерия
Тетрасульфид трицерия — бинарное неорганическое соединение 
церия и серы
с формулой Ce3S4,
кристаллы.

## Получение
- Нагревание стехиометрических количеств чистых веществ:

{\displaystyle {\mathsf {3Ce+4S\ {\xrightarrow {2050^{o}C}}\ Ce_{3}S_{4}}}}

## Физические свойства
Тетрасульфид трицерия образует кристаллы 
кубической сингонии, пространственная группа I 43d, параметры ячейки a = 0,86351 нм, Z = 4,
структура типа тетрафосфида тритория Th3P4
.
Соединение конгруэнтно плавится при температуре 2050°C.